# アプラ港

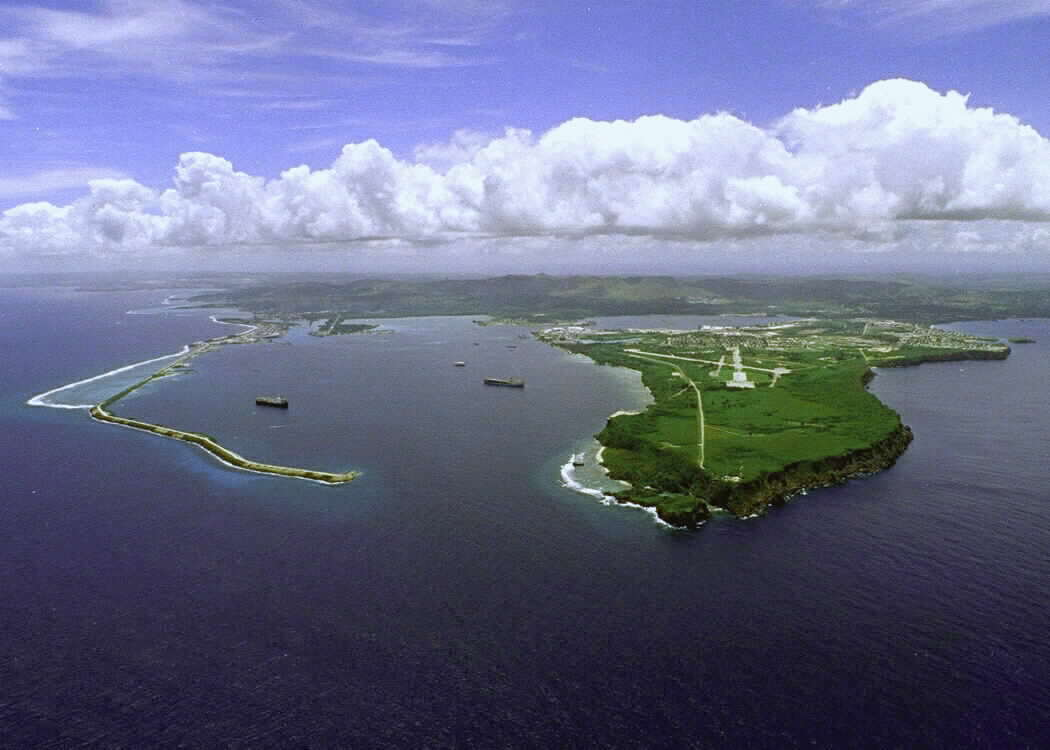
アプラ港

アプラ港(アプラこう Apra Harbor)は、アメリカ合衆国グアム準州グアム島中西部にある港。

## 概要
西に開けた入り江であり、南側はオロテ半島が突き出し、北側には珊瑚礁上に防波堤が建設され、波浪をさえぎっている。港の南部はアメリカ海軍の基地・軍港となっており、北部が商業港である。南東部には奥まった入り江があり、内港となっている。

## アメリカ軍基地
アメリカの艦船への補給が可能な基地であり、横須賀と並ぶ西太平洋の重要な拠点となっている。しばしば日本や韓国、ロシアなどの艦船も訪れる。
2021年と2022年には原子力潜水艦オハイオが寄港した写真がリリースされた。存在を秘匿する原子力潜水艦の位置を明らかにしたことは、中華人民共和国に対する軍事的なアピールがあったものとされている。